# Парашино (Московська область)
Парашино (рос. Парашино) — село в Талдомському районі Московської області Росії. Входить до складу сільського поселення Квашьонківське. Населення —  92 осіб (станом на 2010).

## Географія
Розташована на півночі Московської області, в північній частині Талдомського району, приблизно за 14 км на північний схід від центру міста Талдома, з яким пов'язана автобусним сполученням. Найближчі населені пункти — села Андрєйково, Жеребцово, Нікітіно та Д'янково. Поруч протікає річка Тазомойка, що впадає в Хотчу (басейн Углицького водосховища).

## Населення
| 1859 | 1888 | 1926 | 2002 | 2006 | 2010 |
| ---- | ---- | ---- | ---- | ---- | ---- |
| 100  | ↗108 | ↗141 | ↘73  | ↗88  | ↗92  |

## Історія
У «Списку населених місць» 1862 року Парасков'іно — володарське та казенне село 2-го табору Калязинського повіту Тверської губернії з лівого боку Дмитрівського тракту, за 43 версти від повітового міста, при колодязі, з 11 дворами та 100 жителями (40 чоловіків, 60 жінок).
За даними 1888 входила до складу Озерської волості Калязинського повіту, проживало 16 сімей загальним числом 108 осіб (52 чоловіки, 56 жінок).
За матеріалами Всесоюзного перепису населення 1926 року — село Ігумнівської сільської ради Громадянської волості Ленінського повіту Московської губернії, проживав 141 житель (67 чоловіків, 74 жінки), налічувалося 25 господарств, серед яких 22 селянські.
З 1929 року — населений пункт у складі Ленінського району Кімірського округу Московської області.
Постановою ЦВК та РНК від 23 липня 1930 року округи як адміністративно-територіальні одиниці було ліквідовано. Постановою Президії ВЦВК від 27 грудня 1930 року місту Ленінську було повернуто історичне найменування Талдом, а район було перейменовано на Талдомський.
1963-1965 рр. — Парашино у складі Дмитрівського укрупненого сільського району.
1973 року Ігумнівську сільраду було скасовано і село Парашино було передано Квашьонківській сільраді.
У 1994 році Московською обласною думою було затверджено положення про місцеве самоврядування в Московській області, сільські ради як адміністративно-територіальні одиниці були перетворені на сільські округи.
1994-2006 рр. — Село Квашенківського сільського округу Талдомського району.
2006 -2009 рр. - Село сільського поселення Єрмолінське Талдомського району.
У 2009 році село Парашино увійшло до складу сільського поселення Квашенківське Талдомського району Московської області, утвореного шляхом виділення зі складу сільського поселення Єрмолинське.